# Ersan Tekkan
Ersan Tekkan (* 6. Januar 1985 in Bochum) ist ein ehemaliger deutsch-türkischer Fußballspieler und Fußballfunktionär.

## Karriere

### Verein
Tekkan begann seine Fußballerlaufbahn bei der Jugend von BV Langendreer 07 und wechselte 1994 zum VfL Bochum. Mit der U-19 des VfL Bochum holte Tekkan 2003 und 2004 die Bundesliga-West-Meisterschaft unter Trainer Sascha Lewandowski und stand zweimal im Deutschen Meisterschaftsfinale. Nach der Saison 2004 erhielt Tekkan beim VfL Bochum einen Profivertrag. Beim VfL stand er zwar im Profikader, kam jedoch meist nur bei der Regionalliga-Mannschaft zum Einsatz.
Im Januar 2007 wechselte Tekkan in die türkische Süper Lig zu Antalyaspor. Im ersten halben Jahr erlebte Tekkan den Abstieg in die Bank Asya 1. Liga und verbrachte im Herbst 2007 einige Monate auf Leihbasis bei Izmirspor. Am Ende der Saison 2007/08 stieg Antalyaspor mit Tekkan als Meister der Bank Asya 1. Liga wieder in die Turkcell Süperlig auf. 2009 verließ er Antalyaspor, nachdem er bis dahin nur in einem Ligaspiel zum Einsatz gekommen war. Nach einem halben Jahr Vereinssuche schloss er sich Ende 2009 dem KFC Uerdingen 05 an, mit dem er 2011 als Meister der Niederrheinliga in die NRW-Liga aufstieg. Nach dem Abgang von Erhan Albayrak im Sommer 2011 übernahm Tekkan die Kapitänsbinde beim KFC. 2013 stieg er mit den Krefeldern in die Regionalliga West auf. Aufgrund der beruflichen Mehrbelastung als Inhaber einer Immobilienfirma beendete Ersan Tekkan mit 28 Jahren seine Spielerkarriere. Stattdessen übernahm er in der Saison 2013/14 den Posten des Sportlichen Leiters beim KFC Uerdingen. Am 14. April übernahm er vorübergehend die Trainingsleitung beim KFC Uerdingen 05 und betreute die Mannschaft am folgenden 33. Spieltag in der Begegnung gegen die 2. Mannschaft von Bayer Leverkusen.
Am 30. Mai 2014 trat Tekkan als Sportlicher Leiter des KFC Uerdingen zurück und widmet seine Zeit seitdem seiner Immobilienfirma.

### Nationalmannschaft
2002 stand Tekkan vor der Entscheidung, für die türkische oder für die deutsche Nationalmannschaft zu spielen. Er entschied sich für den DFB, wodurch er kurze Zeit später eingebürgert wurde.
Seine Jugendnationalmannschaftskarriere begann bei der U17-Europameisterschaft 2002 in Dänemark. Er durchlief von der U-17 bis zur U-20 sämtliche Jugendauswahlmannschaften des DFB und schoss in insgesamt 21 Länderspielen fünf Tore.

## Erfolge
- Halbfinale U-17-Europameisterschaft: 2002
- Staffel-Meister West U-19-Bundesliga: 2003, 2004
- Meister 2. Bundesliga: 2006 (ohne Einsatz)
- Meister Bank Asya 1. Lig: 2008
- Meister der Niederrheinliga: 2011
- Meister der Oberliga Niederrhein: 2013